# Hidden Agenda

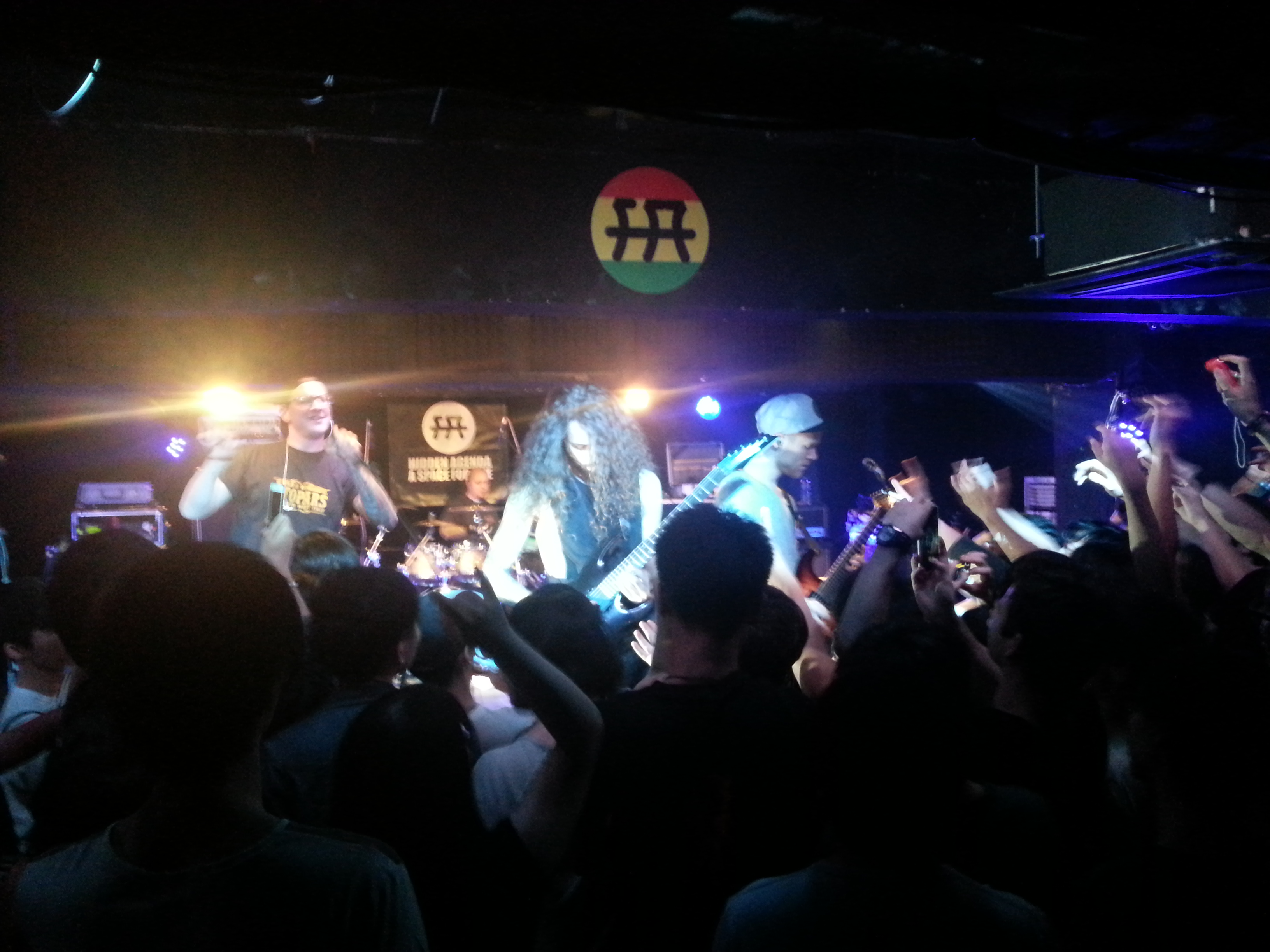
2015年Hidden Agenda內的音樂表演

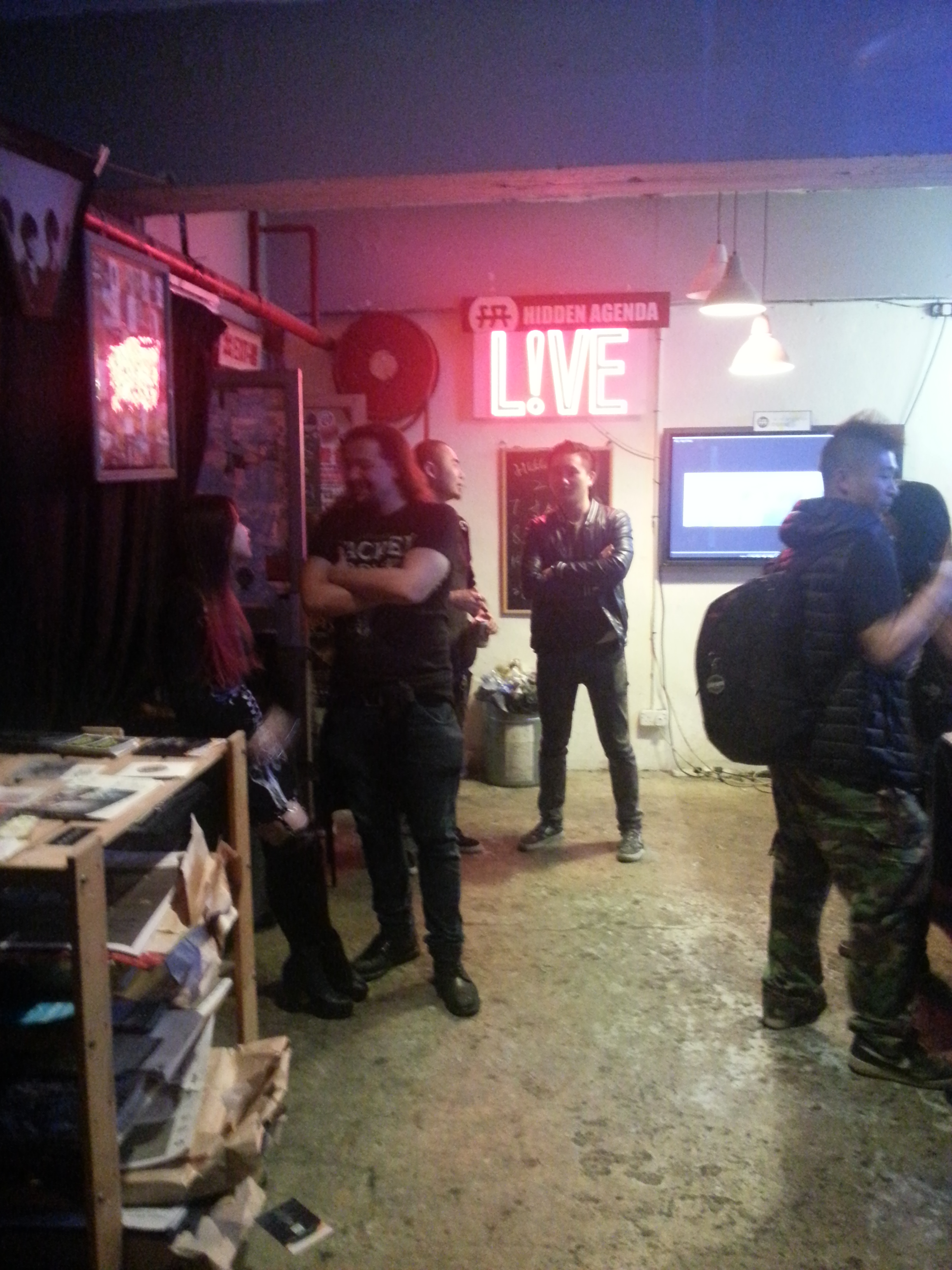
Hidden Agenda 內貌

Hidden Agenda（HA）是香港的一個已結業的音樂表演場所，始於2009年，數名80後音樂發燒友把自己坐落於觀塘破舊工廠大廈的Band房，改造成為獨立音樂表演場地。一年間邊做邊學，成為區內樂隊的聚腳點之餘，同時亦為巡演中的外隊多加一處「香港站」的選擇。後來因應政策轉變，場址先後遷往九龍灣和牛頭角。

## 沿革
由於政府推動「活化工廈」政策，Hidden Agenda原位於觀塘的場地因而被逼遷。在結業演出《馬上封音樂會》後，被卸下、簽滿名的Hidden Agenda大門成為文化藝術界遊行後「贈予」香港藝術發展局的禮物，申訴心血未能結果之餘，並承諾將捲土重來。
其後負責人在極短時間內覓得新址，決定從頭再試一次。有著累積的經驗與更多的朋友參與，運作更趨成熟。於九龍灣的現址可容納觀眾三百餘人，有更寬闊的表演台和更優質的音響設備，此外亦加建了樂隊休息室、吧台提供飲品及售賣本地唱片、街頭藝術產品的Hidden Shop，為本地和世界各國不同類型音樂單位舉辦超過60場的音樂會，音樂類型橫跨搖滾樂、重金屬、爵士樂、民謠、朋克、後搖、視覺搖滾、雷鬼、嘻哈、實驗噪音、電子舞曲等。每場演出都能提供設駐場調音員及燈光師，及由專人籌辦各類音樂表演、派對及藝術活動。於2010年底，Hidden Agenda榮獲Time Out Magazine（HK）評為本地最佳演出場地。
2011年5月26日，Hidden Agenda收到地政總署的警告信，被要求在6月21日前停止所有商業活動，並要再度接受檢查。2011年6月5日為此發表聲明。
2016年，HA第四度因為業主被地政總署釘契而被逼遷，及後即使仍未能取得相關的經營牌照，於年底在牛頭角鴻圖道重開，並表示是受到政府打壓。
2017年3月，食物環境衛生署人員到HA會址放蛇，指負責人涉嫌違規經營。到同年10月14日Hidden Agenda在專頁上宣佈由於政府新政策仍未能為工廠大廈使用者帶來新局面，決定於月底向業主交還單位，並附上一張「裝香」照片和寫上「安息」，意味著「第四代HA」的終結。
2018年1月，將新場所命名為This Town Needs，位於油塘Ocean One1樓，實用面積9000呎，在同年2月24日開張，名稱取自在港獻唱時被捕的樂隊TTNG（This Town Needs Guns）。2020年2月，因冠狀病毒病疫情嚴重，不少樂隊取消來港演出，令他們無法維持收入，故在2月21日無奈宣佈結束營運，並在2月27日舉辦告別演唱會。

## 被政府人員調查 負責人被捕
2017年5月7日晚上，入境事務處人員到Hidden Agenda放蛇，懷疑有人「違法演出」及「欠工作簽證」，並以此為由扣留英國樂隊，同時指Hidden Agenda場地負責人涉嫌聘請黑工，雙方發生爭執，入境處人員被圍堵及掌摑，隨後入境處人員報警，大批警員到場。有場內人士向記者透露，最少兩人受傷。警員在場帶走多名人士，當中包括Hidden Agenda負責人許仲和。「違法演出」的英國樂隊5名成員，則涉嫌「非法勞工」，被帶回入境處九龍灣辦事處扣留調查。另有3人則因「阻礙公職人員執行職務」及「普通襲擊」等一同被拘捕。英國廣播公司亦有報道事件。藝術發展局委員周博賢指出，很多業界人士反映近年政府的執法尺度突然收緊，又指申請娛樂場所牌照牽涉多個政府部門，是「極度難申請」。立法會體育、演藝、文化及出版界議員馬逢國認為政府應放寬申請工作簽證要求，如不收取酬勞、短時間逗留、非牟利等性質，可豁免申請或快速處理，並指事件損害香港形象。

## 訪問及其他報道
- A Hidden Agenda? (Mark Tjhung)（页面存档备份，存于） Time Out Hong Kong, June 6, 2011
- 觀塘工廈搖滾　我們不低調 (何兆彬)（页面存档备份，存于） 蘋果日報, June 7, 2011
- 地下樂園 Hidden Agenda 拒絕結束 (Doug Meigs) CNNGo, Jun 23, 2011
- 觀塘工廈搖滾　我們不低調（页面存档备份，存于） 蘋果日報 2011年6月7日
- Art Space：Hidden Agenda 無樂不作的秘密基地 明報周刊
- 台灣女巫店不關門了；香港Hidden Agenda受危（页面存档备份，存于） 3cmusic
- 「活化工廈」下的最大型文化迫遷（页面存档备份，存于） 香港獨立媒體網
- 「生勾勾被活化大遊行」 宣言─ 空間釋放社會活力 為創意工業正名（页面存档备份，存于） 香港獨立媒體網

## 外部連結
- Hidden Agenda 官方網站
- Hidden Agenda的Facebook專頁
- Hidden Agenda 豆瓣網（页面存档备份，存于）